# Pangramma
A pangramma olyan nyelvi játék, amelynek célja, hogy az adott nyelv ábécéjében megtalálható összes betűt egyszer felhasználva értelmes mondatot alkosson. Mivel ez általában elég nehéz, a legtöbb esetben csak közelítő, több betűt is többször használó megoldásokat találunk.

## Példák
Magyar és idegennyelvű pangramma példák 
Magyar
A hagyományos értelemben vett magyar pangrammához nem elég az egyszerű latin betűs ábécé ékezetes kiterjesztése, ugyanis a magyar helyesírásban a két- és háromjegyű betűk (pl. cs, dzs, ly, sz stb.) önálló betűknek számítanak.
- Egy hűtlen vejét fülöncsípő, dühös mexikói úr ázik Quitóban. (A magyar nyelvű Windows példamondata;[2] az o és w hiányzik belőle.)
- Egy hűtlen vejét fülöncsípő, dühös mexikói úr Wesselényinél mázol Quitóban. (Az előző mondat javított változata, de így sem valódi pangramma, mert a definíció szerint a magyar ábécé két- és háromjegyű betűi külön betűnek számítanak, ezért a mondatból a kiterjesztett magyar ábécét figyelembe véve az alábbi betűk hiányoznak: c, dz, dzs, g, ly, sz, ty, y, zs)
- Pál fogyó IQ-jú kun exvő, ím dühös a WC bűzért. (35 betű)
- Bűzös WC-lé (fogyó IQ-jú exvőpár munka) dühít. (35 betű, az előbbi variánsa)
- Új, „Exvőd = fél pár” című show közügy Quitóban. (35 betű)
- Jámbor célú, öv ügyű ex qwan ki dós főz, puhít. (35 betű) (qwan ki do: küzdősport)
- Március hónapban Földünk legnagyobb részén már jó meleg idő volt. (Hiányos, több betűt (í, q, ú, ű, w, x) nem tartalmaz.)

Angol
- Jackdaws love my big sphinx of quartz. („A csókák szeretik a nagy kvarcszfinxemet.”)
- The quick brown fox jumps over the lazy dog. („A fürge barna róka átugrik a lusta kutyán.”)
- Pack my box with five dozen liquor jugs. (32 betű) (Rakja tele a dobozomat öt tucat likőrös kancsóval.)
- DJs flock by when MTV ax quiz prog. (DJ-k csődülnek össze, amikor az MTV kvízműsort kaszál el.)

Német
- Zwölf kämpfende Boxer mussten Victor quer über den Sylter Deich jagen. (59 betű) (Tizenkét harcoló ökölvívónak/bokszer kutyának kellett Viktorra a Sylt-szigeti gáton keresztben vadásznia)
- Mich quält’s, dass Wolf Kröger vorm Xylophon Jazz übt. (42 betű) (Engem gyötör, hogy Wolf Kröger a xilofon előtt dzsesszt gyakorol)
- Max von Quölbert aus Frankfurt wünscht jetzt diesen Pass für Ägypten. (57 betű) (Max von Quölbert Frankfurtból kívánja most ezt az útlevelet Egyiptomba)
- Falsches Üben von Xylophonmusik quält jeden größeren Zwerg. (A hamis xilofongyakorlás minden nagyobb törpét megkínoz.)30 francia szóból álló, 12 oszlopos és 12 soros négyzetbe foglalt, önreferenciális pangramma

Francia

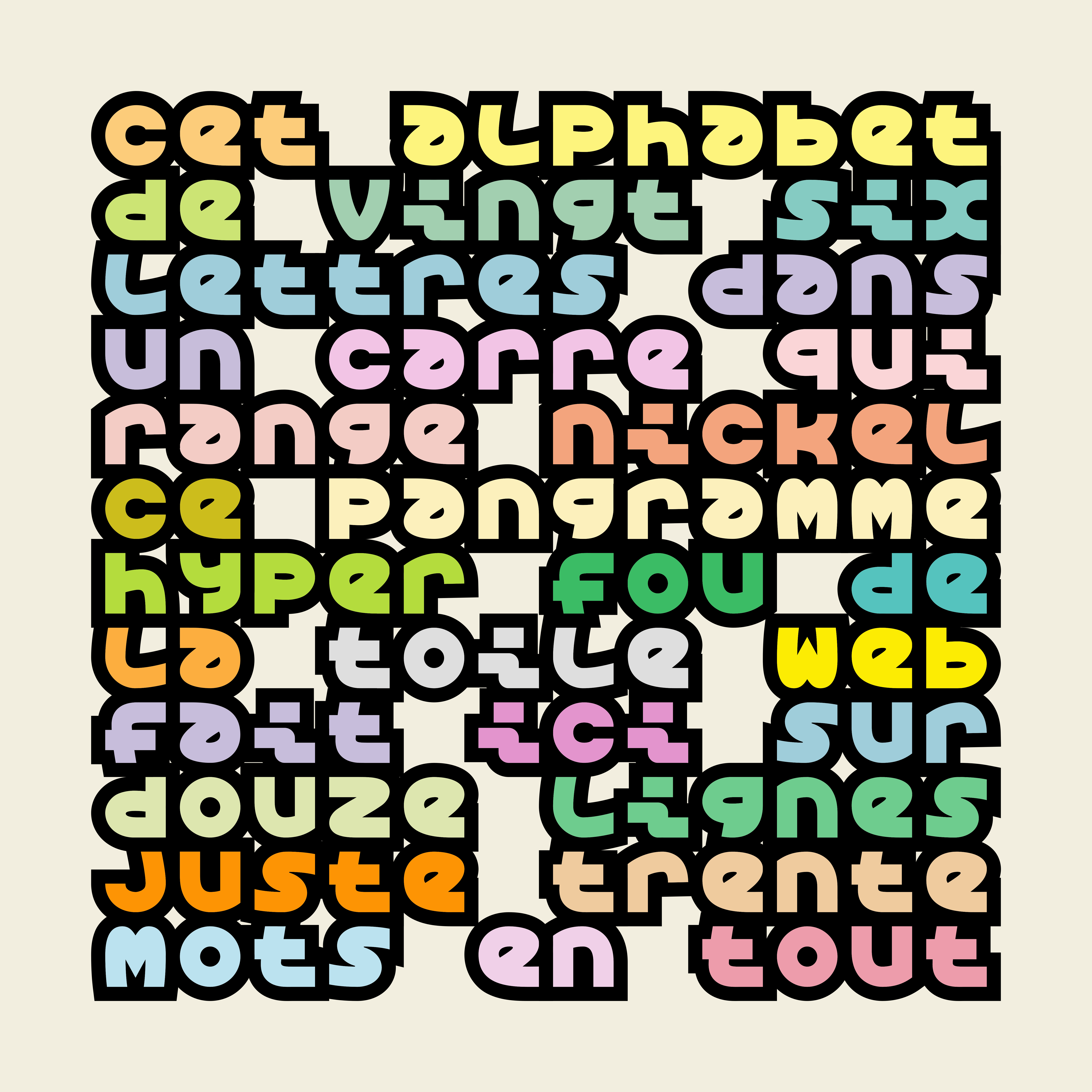
30 francia szóból álló, 12 oszlopos és 12 soros négyzetbe foglalt, önreferenciális pangramma

- Voyez le brick géant que j’examine près du wharf. (39 betű) (Nézze meg azt az óriási téglát, amelyet a rakpart mellett vizsgálok.)

Lengyel
- Stróż pchnął kość w quiz gędźb vel fax myjń. (35 betű) (A portás csontot zúzott egy zenei vetélkedőn, más néven fax autómosó.)